# Анновское сельское поселение (Воронежская область)
Анновское сельское поселение — муниципальное образование Бобровского района Воронежской области России.
Административный центр — село Анновка.

## Население
| 2000 | 2005 | 2010 | 2012 | 2013 | 2014 | 2015 | 2016 | 2017 |
| ---- | ---- | ---- | ---- | ---- | ---- | ---- | ---- | ---- |
| 914  | ↘856 | ↘686 | ↘655 | ↘639 | ↘636 | ↘622 | ↗646 | ↗655 |
| 2018 | 2019 | 2020 | 2021 |      |      |      |      |      |
| ↗668 | ↘630 | ↘607 | ↗612 |      |      |      |      |      |

## Административное деление
Состав поселения:
- село Анновка,
- поселок Митрофановка.